# هوراس سيسل هانت
هوراس سيسل هانت (مواليد في لندن في 13 يوليو 1902- 13 يونيو 1954، وقد بلغ من العمر 51 عامًا) كان هوراس صحفيًا كثير الإنتاج ومحررًا وروائيًا وجامع للنخب الادبية. اشتهر بمجموعاته من الأخطاء غير المقصودة التي ارتكبها تلاميذ المدارس البريطانية في اختباراتهم وأعمالهم الكتابية والتي أدرجها تحت عنوان (الأخطاء الفاحشة).
تلقى سيسل هانت تعليمه في مدرسة ساونجيت كاونتي المعروفة الآن باسم مدرسة ساونجيت ثم في كنغ كوليدج لندن حيث درس الصحافة. بدأ العمل في مجال التأمين لكنه استمر في كتابة مقالات للصحف حتى عرضت عليه شركة النشر أرنست بن المحدودة وظيفة لتحرير دوريات (نشرة تصدر في فترات معينة) مثل العصر الكيميائي وبقال الفاكهة.
في عام 1928 نشرت شركة النشر بِن أول كتب لهانت الأخطاء الفاحشة وقد نالت نجاح تبعها العديد من المجموعات الأخرى في أواخر الثلاثينيات للناشر ميثون، على سبيل المثال الرسالة هي زوجة الرسول والعرسان يصنعان كويكر، لورد هو ملعب للكريكت في لندن، البخل هو المال الذي تركه والدك.
انضم هانت إلى طاقم جريدة الديلي ميل في عام 1930 وسرعان ما عيين محررًا للقصص الخيالية. خلال فترة الثلاثينيات كتب هانت الكثير من الروايات التي أدرجها تحت اسمه الخاص واثنتين باستخدام أسماء مستعارة لنفس الروايتين روبرت باين وجون ديغون. السبب وراء استخدامه للاسمين المستعارين غير واضح، لكن ربما حدث ذلك بسبب صدام مع كاتب آخر يدعى روبرت باين. كذلك كتب هانت أدلة للصحافة والنشر وكتابة القصص؛ كُتب عن اصول الكلمات والاحتفالات (الطقوس)، مجموعات من الرسائل المضحكة غير المقصودة، الرثاء، الكلمات الاخيرة، النكات، ملاحظات واشعارات ممتعة، مجموعات من الأسئلة لاستخدامها في الاختبارات القصيرة خاصة مواضيع مثل الموسيقى والكتب والرياضة. كان هانت مؤخرا محررًا لقصص الأطفال الخيالية لرافيل تاك حتى اجبره ضعف بصره على التقاعد.
كان سيسل هانت عضواً إدارياً ثم رئيسًا لرابطة الكتاب في لندن وكان له دور فعال في تأسيس المدرسة الصيفية لكتاب سوانويك ليصبح رئيسًا لها في عام 1949.
تزوج سيسل هانت عام 1926 من كاثلين دايكس (ولدت في 1904 وتوفيت في 2011)، ورُزِقا ولدين هما بيتر (وُلِد في 1927 وتوفي في 2009) وديفيد (وُلِد في 1930 وتوفي في 1998).